# Асямолова, Валентина Семёновна
Валентина Семёновна Асямолова (род. 2 апреля 1938, Верхняя Тура, Свердловская область) — депутат Верховного Совета СССР 7-го созыва.

## Биография
Валентина Семёновна Асямолова родилась 2 апреля 1938 года в пос. Верхняя Тура Кушвинского района Свердловской области, ныне город — административный центр Городского округа Верхняя Тура той же области.
В 1948 году семья переехала в город Курган, где Валентина в 1955 году окончила 9 классов средней школы № 28.
Трудовую деятельность начала в 1955 году учеником прессовщика на Курганском заводе «Уралсельмаш». Профессию освоила быстро и уже через полгода была одной из лучших прессовщиц цеха. В 1956 году освоила вторую профессию и два года работала фрезеровщицей. В дальнейшем она овладела профессиями электросварщика и газосварщика. Норму выполняла на 150—180 процентов, обеспечивая высокое качество сварки.
Асямолова сочетала производственную деятельность с участием в общественной жизни. Она избиралась профгрупоргом участка, членом женсовета цеха.
В 1965 году избрана депутатом Курганского областного Совета депутатов трудящихся, а 12 июня 1966 года – депутатом Совета Союза Верховного Совета СССР  7-го созыва по Курганскому избирательному округу № 216.
Дальнейшая судьба неизвестна

## Награды и звания
- Ударник коммунистического труда, 1962 год
- Неоднократно объявлялись благодарности и выдавались денежные премии.